# Buena Vista Social Club (groupe)
Pour les articles homonymes, voir Buena Vista Social Club.

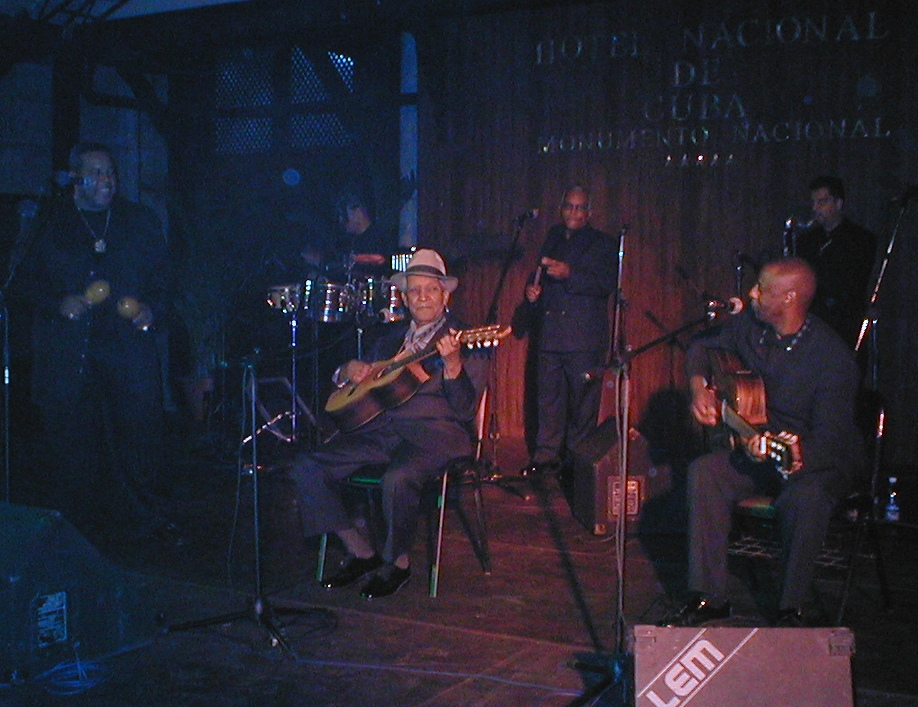
Compay Segundo.

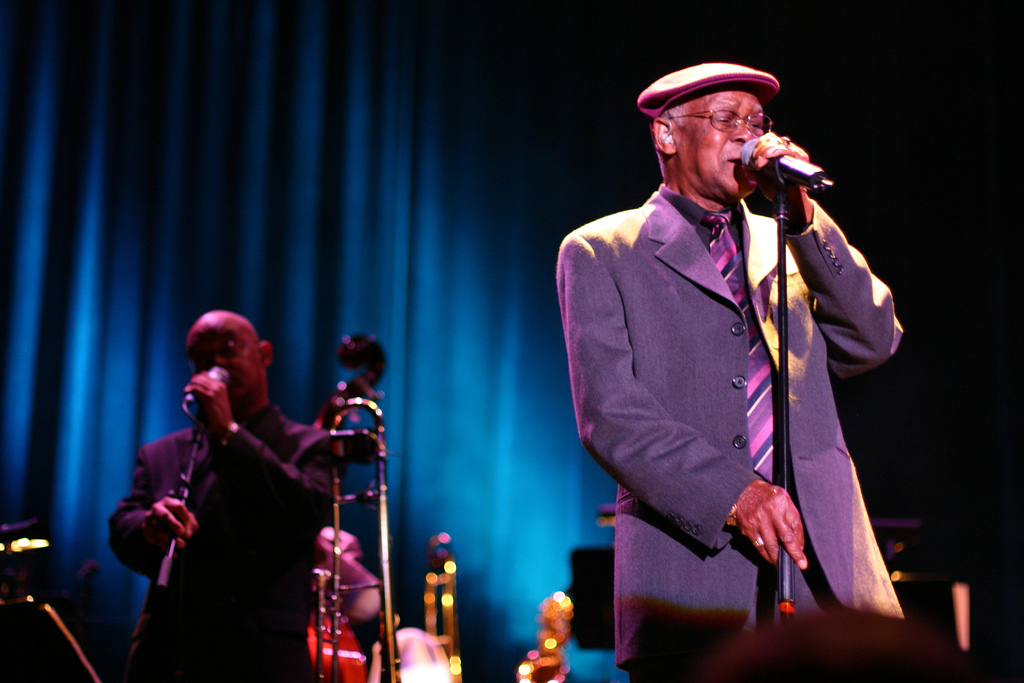
Ibrahim Ferrer.

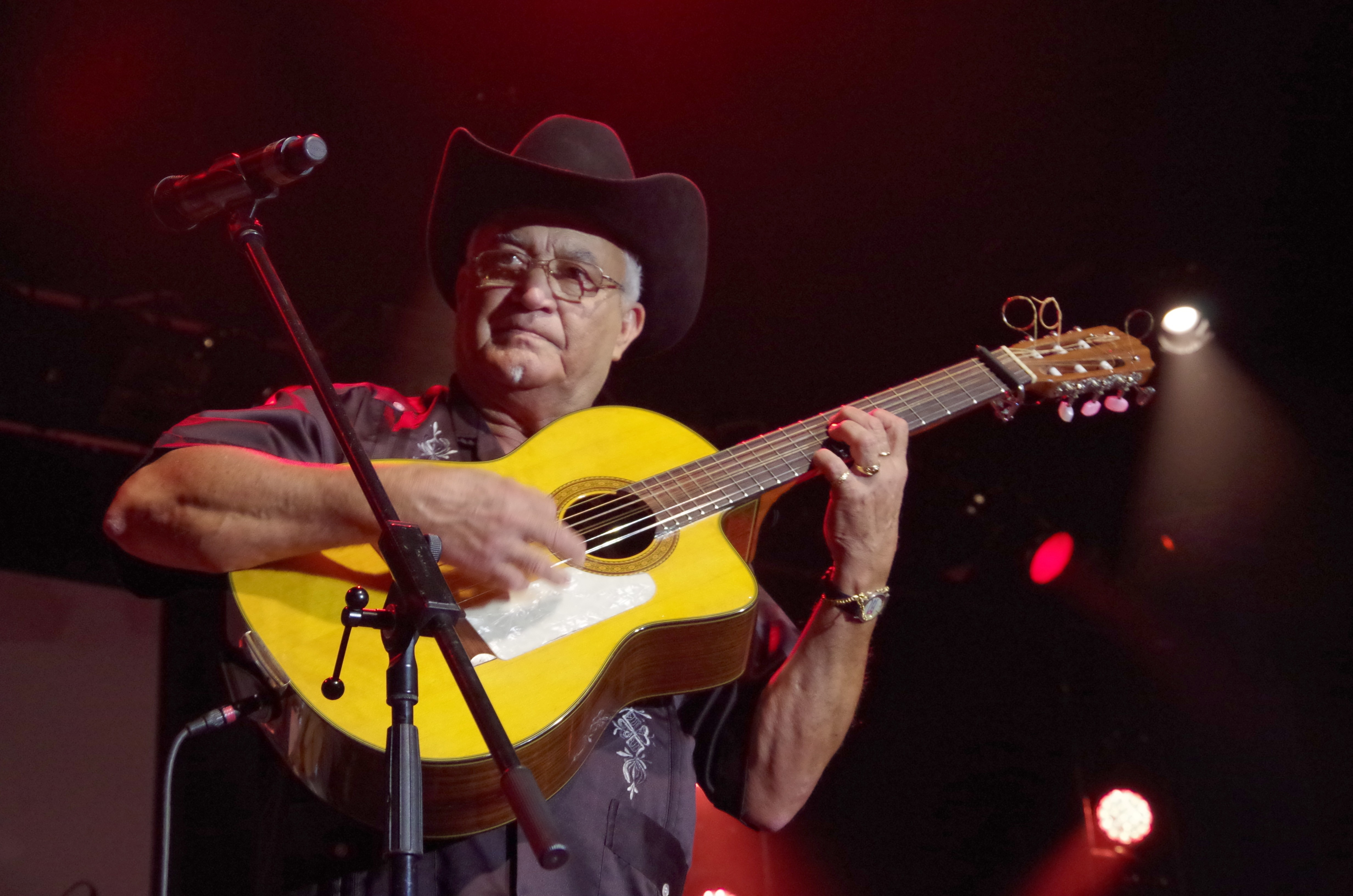
Eliades Ochoa.

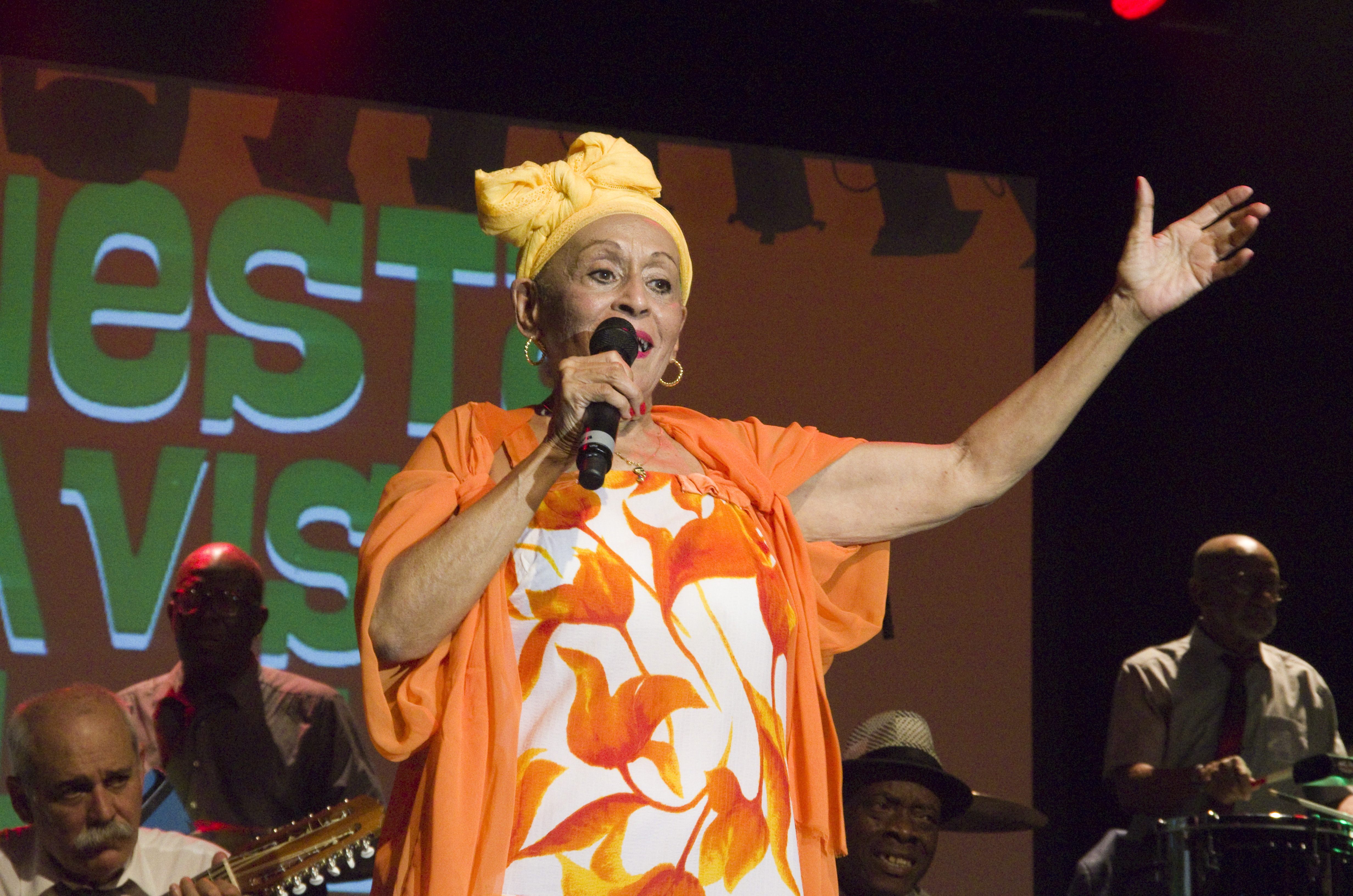
Omara Portuondo.

Buena Vista Social Club est un groupe de musique cubaine formé en 1996. Nick Gold, de la maison de disques World Circuit, et le guitariste américain Ry Cooder avaient souhaité réunir dans un même enregistrement des musiciens cubains « campesinos » (soneros légendaires des années 1930, 40 et 50), et des musiciens d'Afrique de l'Ouest. Retenus à l'aéroport de Paris-Orly, les Africains ne purent se rendre à Cuba, et finalement l'enregistrement de l'album s'effectua sans eux. Le groupe est nommé d'après une ancienne boîte de nuit de la banlieue de La Havane à Cuba.
L'album enregistré en 1996, Buena Vista Social Club, rencontre un tel succès que le groupe entame une tournée mondiale, se produisant notamment au Théâtre royal Carré d'Amsterdam en 1998 ou encore au Carnegie Hall de New York. Le cinéaste Wim Wenders réalise Buena Vista Social Club, un documentaire sur le groupe, en ajoutant les interviews, effectuées à La Havane, des différents musiciens.

## Orquesta Buena Vista Social Club
Le succès international de l'album et du film conduit à la renaissance d'un engouement pour les musiques cubaines traditionnelles et la musique latine en général. Plusieurs musiciens enregistrent ensuite leurs propres albums en solo ou avec des stars d'autres genres musicaux. Le nom de Buena Vista Social Club devient une référence et un terme générique pour l'âge d'or de la musique cubaine des années 1930 à 1950.
Plusieurs des membres restants de l'album Buena Vista Social Club, tels que le joueur de laúd Barbarito Torres, le tromboniste et chef d'orchestre Jesús "Aguaje" Ramos (en), continuent à se produire avec de nouveaux membres comme le chanteur Carlos Calunga, le pianiste Rolando Luna, et parfois la chanteuse Omara Portuondo, au sein d'un groupe de 13 musiciens baptisé Orquesta Buena Vista Social Club.
En signe d'adieu la tournée mondiale de 2015 s'intitule The Orquesta Buena Vista Social Club Adiós Tour.

## Album
Aidé par le compositeur Juan de Marcos González, leader du célèbre groupe cubain Sierra Maestra, Ry Cooder rassemble divers artistes aux studios Egrem, à Cuba. En 15 jours, ils enregistrent trois albums : A Toda Cuba Le Gusta des Afro-Cuban All-Stars, le premier album solo d’Ibrahim Ferrer (intitulé Buena Vista Social Club Presents: Ibrahim Ferrer), et l'album Buena Vista Social Club, collection de classiques cubains, enregistré en à peine six jours en mars 1996 et distribué aux États-Unis par Nonesuch Records.
Ce dernier album reçoit un Grammy (celui de la meilleure performance latine) en 1998, et remporte un succès mondial. De nombreux bars et restaurants l’utilisent toujours comme musique d'ambiance.
L’album est sélectionné en 2003 par le magazine Rolling Stone comme l'un des 500 plus grands albums de tous les temps et placé en 260e position — mais il n'est pas retenu dans l'édition 2012. Il est également cité dans l'ouvrage de référence de Robert Dimery Les 1001 albums qu'il faut avoir écoutés dans sa vie et dans différentes autres listes.
Chez les disquaires, il est placé au rayon « Cuba » ou « musiques du monde », ou parfois au rayon « salsa » ou musiques de film. La musique est ce qu'on appelle la trova, il y a des morceaux de son cubain, des boléros, des descargas (une « jam » en jazz), des styles anciens, alors qu'à la fin des années 1990 les Cubains écoutent plus de la timba ou des genres plus actuels.
Par la suite, la plupart des musiciens se sont retrouvés sur le second album d'Afro-Cuban All Stars, (Distinto, Diferente, en 1999). Ibrahim Ferrer, Omara Portuondo, Compay Segundo, Eliades Ochoa, et Ruben Gonzalez ont par la suite tous enregistré leurs propres albums.

### Chansons et interprètes de l'album
| 1.    | Chan Chan (son)                                  | Compay Segundo           | - Eliades Ochoa - Compay Segundo - Ibrahim Ferrer - Ry Cooder                    | 4:16 |
| 2.    | De Camino A La Vereda (son)                      | Ibrahim Ferrer           | - Ibrahim Ferrer - Compay Segundo - Ry Cooder - Barbarito Torres                 | 5:03 |
| 3.    | El Cuarto De Tula (son / descarga)               | Sergio Siaba             | - Eliades Ochoa - Ibrahim Ferrer - Ry Cooder - Manuel Licea « Puntillita »       | 7:27 |
| 4.    | Pueblo Nuevo (danzón)                            | Israel Lopez             | - Rubén González - Ry Cooder - Manuel Mirabal « Guajiro »                        | 6:05 |
| 5.    | Dos Gardenias (boléro cubain)                    | Isolina Carrillo (en)    | - Ibrahim Ferrer - Rubén González - Ry Cooder - Manuel Mirabal « Guajiro »       | 3:02 |
| 6.    | ¿Y Tú Qué Has Hecho ? (boléro cubain)            | Eusebio Delfín           | - Compay Segundo - Rubén González - Ry Cooder - Manuel Mirabal « Guajiro »       | 3:13 |
| 7.    | Veinte Años (boléro cubain)                      | María Teresa Vera        | - Omara Portuondo - Compay Segundo - Ry Cooder - Barbarito Torres                | 3:29 |
| 8.    | El Carretero (guajira)                           | Guillermo Portabales     | - Eliades Ochoa - Ry Cooder - Orlando Lopez « Cachaito »                         | 3:28 |
| 9.    | Candela (son / tumbao)                           | Faustino Oramas          | - Ibrahim Ferrer - Eliades Ochoa - Ry Cooder - Manuel Mirabal « Guajiro »        | 5:27 |
| 10.   | Amor De Loca Juventud (filin' / influence blues) | Rafaël Ortiz             | - Compay Segundo - Ry Cooder - Julio Alberto Fernandez                           | 3:21 |
| 11.   | Orgullecida (filin' / influence jazz)            | Eliseo Silveira          | - Compay Segundo - Eliades Ochoa - Ry Cooder - Barbarito Torres                  | 3:18 |
| 12.   | Murmullo (danzón)                                | Electo Rosell « Chepín » | - Ibrahim Ferrer - Rubén González - Ry Cooder - Orlando Lopez « Cachaito »       | 3:50 |
| 13.   | Buena Vista Social Club (danzón)                 | Orestes López            | - Rubén González - Ry Cooder - Orlando Lopez « Cachaito » - Alberto Valdes       | 4:50 |
| 14.   | La Bayamesa (criolla)                            | Sindo Garay              | - Manuel Licea « Puntillita » - Compay Segundo - Rubén González - Ibrahim Ferrer | 2:54 |
| 59:43 |                                                  |                          |                                                                                  |      |

### Autres musiciens
- Luis Barzaga	de Sierra Maestra (chœurs)
- Julio Alberto Fernández (chant, maracas)
- Carlos González (bongos)
- Salvador Repilado Labrada (basse)
- Benito Suárez Magana (guitare)
- Julienne Oviedo Sánchez (timbales)
- Alberto « Virgilio » Valdés de Sierra Maestra (maracas, chœurs)
- Villa de Lázaro (güiro, congas)

### Décès
- Compay Segundo : 14 juillet 2003
- Rubén González : 8 décembre 2003
- Ibrahim Ferrer : 6 août 2005
- Pío Leiva : 23 mars 2006
- Anga Díaz : 9 août 2006
- Orlando « Cachaito » López : 9 février 2009

### Discographie

#### Buena Vista Social Club
- 1997 : Buena Vista Social Club, World Circuit / Nonesuch Records
- 2008 : Buena Vista Social Club at Carnegie Hall (en concert), World Circuit / Nonesuch Records
- 2015 : Lost and Found, World Circuit / Nonesuch Records
- 2021 : Buena Vista Social Club, (Réédition 25ème anniversaire 2CD : album original + 12 titres inédits)
- 2022 : Ahora Me Da Pena, (maxi-vinyle 4 titres avec des inédits et des versions alternatives, sorti pour le Disquaire Day 2022)

#### Autres formations
Liste d'albums solo enregistrés avec les musiciens du Buena Vista :
Rubén González :
- 1997 : Introducing... Rubén González, Elektra /Asylum, (avec Ry Cooder, Manuel Galbán, Orlando "Cachaito" Lopez et Manuel "El Guajiro" Mirabal)
- 2000 : Chanchullo, Elektra, (avec Joachim Cooder, Eliades Ochoa, Ibrahim Ferrer et Amadito Valdés)

Barbarito Torres :
- 1999 : Havana Café, Atlantic Records, (avec Manuel "El Guajiro" Mirabal, Ibrahim Ferrer, Pío Leyva et Omara Portuondo)

Ibrahim Ferrer :
- 1999 : Buena Vista Social Club Presents: Ibrahim Ferrer, World Circuit / Nonesuch Records, (avec Rubén González, Ry Cooder, Manuel Galbán, et Orlando "Cachaito" Lopez)
- 2003 : Buenos Hermanos, Nonesuch Records (avec Ry Cooder, Manuel Galbán, et Orlando "Cachaito" Lopez)
- 2007 : Mi Sueño, World Circuit, (avec Orlando "Cachaíto" López, Manuel Galbán, Rubén González, Manuel "Guajiro" Mirabal, Omara Portuondo, Amadito Valdés)

Eliades Ochoa :
- 1999 : Sublime Illusion, Higher Octave, (avec Ry Cooder)

 Omara Portuondo :
- 2000 : Buena Vista Social Club Presents: Omara, World Circuit / Nonesuch Records, (avec Pío Leyva, Rubén González, Orlando "Cachaito" Lopez, Eliades Ochoa, Compay Segundo et Amadito Valdés.)
- 2004 : Flor de Amor, World Circuit / Nonesuch Records, (avec Barbarito Torres, Orlando "Cachaito" Lopez et Manuel Galbán)

Orlando "Cachaíto" López :
- 2001 : Cachaito, Elektra /Asylum, (avec Juan de Marcos González, Amadito Valdés et Ibrahim Ferrer.)

Amadito Valdés :
- 2002 : Bajando Gervasio, Primienta Records, (avec Barbarito Torres)

Manuel Mirabal :
- 2005 : Buena Vista Social Club Presents: Manuel "Guajiro" Mirabal, Nonesuch Records, (avec Ibrahim Ferrer, Pío Leyva, Orlando "Cachaito" Lopez, Omara Portuondo, Juan de Marcos González et Manuel Galbán)

Rhythms Del Mundo :
- 2006 : compilation Rhythms Del Mundo au profit d'une association d'aide aux victimes de catastrophes naturelles où des membres du Buena Vista Social Club jouent avec des stars de la musique pop/rock occidentale : Coldplay, Gorillaz, Jack Johnson, Arctic Monkeys, Dido & Faithless, U2, Maroon 5, Sting, Quincy Jones, Kaiser Chiefs, Franz Ferdinand et Radiohead.

## Le film
Au printemps 1998, Ry Cooder retourne à Cuba pour y enregistrer un disque avec Ibrahim Ferrer et tous les musiciens qui avaient participé au premier album. Cette fois, le réalisateur allemand Wim Wenders, un vieux complice de Ry Cooder (ils ont déjà collaboré dans Paris, Texas), l'accompagne, avec une petite équipe de tournage. Parti au départ pour deux semaines, Wim Wenders va réaliser son film pendant un an.
Le reportage alterne extraits de concerts (au Carré d'Amsterdam les 11 et 12 avril 1998 et au Carnegie Hall de New York le 1er juillet 1998), séances d'enregistrement dans les studios de la maison de disques Egrem de Cuba, et interviews des musiciens, chez eux ou en extérieur. Ceux-ci n'apparaissent pas comme des stars, mais comme des gens normaux, touchants, ou de simples touristes (lorsqu'ils visitent New York à la fin).
Le film a inspiré un autre film, Calle 54, sorti en 2000.
En 2017, la réalisatrice britannique Lucy Walker produit Buena Vista Social Club: Adios, un documentaire sur les membres restants du groupe.